# Hrabstwo Wingecarribee

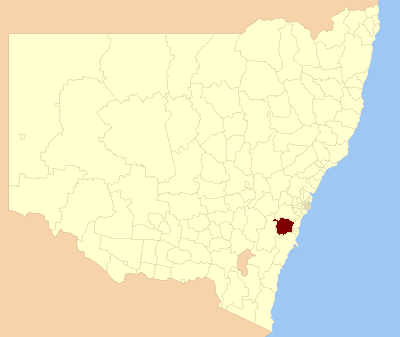
Położenie hrabstwa na mapie Nowej Południowej Walii

Hrabstwo Wingecarribee (Wingecarribee Shire Council) – hrabstwo w australijskim stanie Nowa Południowa Walia, czerpiące swą nazwę od rzeki Wingecarribee, która przechodzi przez jego terytorium. Liczy 2689 km² powierzchni i jest zamieszkiwane przez 42 272 osób (2006).
Ośrodkiem administracyjnym hrabstwa jest miasto Moss Vale. Inne większe ośrodki to Mittagong, Bowral i Bundanoon. Większe wsie to Balmoral Village, Hill Top, Colo Vale, Yerrinbool, Robertson, Burrawang, Burradoo, Berrima, Sutton Forest, Exeter, Wingello, Welby i Penrose. Atrakcją przyrodniczą okolicy są bagna stanowiące endemiczny obszar występowania Petalura gigantea, jednego z największych gatunków ważek na świecie.
79,3% mieszkańców hrabstwa urodziło się w Australii. Główne mniejszości narodowe to Anglicy (5,8%) i Nowozelandczycy (1,3%). 91% ludności deklaruje, iż używa w domu tylko języka angielskiego. Najszerzej używanym językiem mniejszościowym jest włoski, którym operuje na co dzień 0,6% ludności. Najliczniejszą grupą wyznaniową są anglikanie (31,3%), na drugim miejscu sytuują się katolicy (24%).